# Orchis quadripunctata
L'orchide a quattro punti (Orchis quadripunctata Cirillo ex Ten., 1811) è una pianta appartenente alla famiglia delle Orchidacee, diffusa nel bacino del Mediterraneo.

## Descrizione

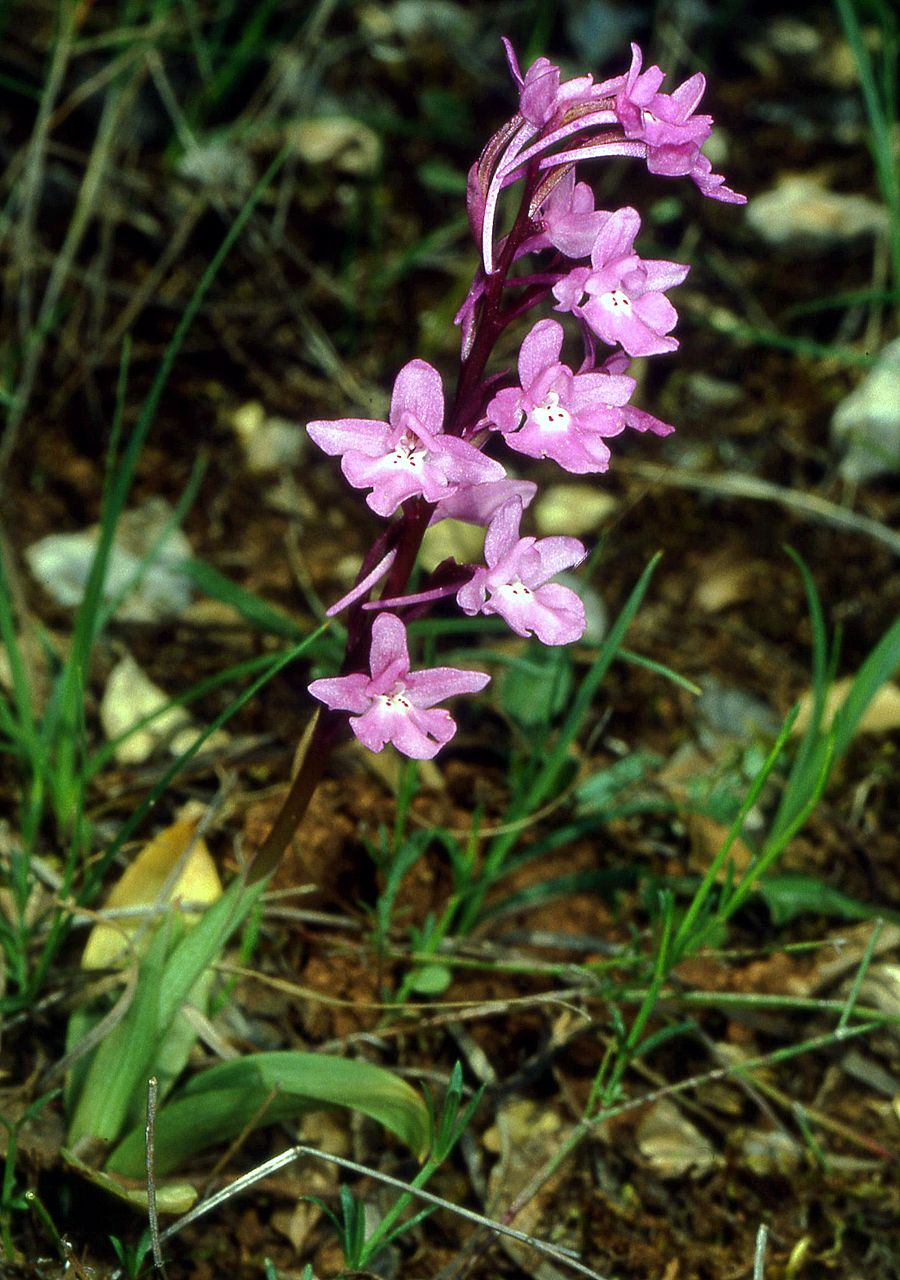

È una pianta erbacea geofita bulbosa con fusto alto 15–30 cm, di colore verde-giallastro alla base, purpureo all'apice.
 
Le foglie basali, spesso maculate, sono riunite a rosetta, le cauline inguainano il fusto.

I fiori, piccoli, di colore dal rosa al violaceo, sono riuniti in infiorescenze cilindriche, piuttosto lasse. I sepali sono eretti e patenti, mentre i due petali laterali sono ripiegati a cappuccio sul ginostemio. Il labello è trilobato, con base più chiara sulla quale spiccano le quattro caratteristiche macchioline porporacee cui si deve il nome della specie; di questi due si ritrovano all'interno della cavità stigmatica.  Lo sperone è lungo e sottile, rivolto all'indietro e verso il basso.
Fiorisce da aprile a giugno.
Il numero cromosomico di Orchis quadripunctata è 2n=42.

## Distribuzione e habitat
Specie con areale mediterraneo, è presente in Italia centro-meridionale (dall'Abruzzo alla Calabria),  in Dalmazia, Albania, Grecia (isola di Creta inclusa), in Turchia e a Cipro.
Predilige i suoli calcarei di prati e garighe, da 200 a 800 m di altitudine.